# Screwball (cómic)
Screwball es un supervillano ficticio que aparece en los cómics estadounidenses publicados por Marvel Comics. La primera "súper villana del streaming" del mundo, comete delitos para obtener más visitas en su página web y es un enemigo de Spider-Man. Screwball aparece por primera vez en Amazing Spider-Man # 559 y fue creado por Dan Slott y Marcos Martín.

## Biografía
No se sabe mucho sobre el pasado de Screwball. Screwball cometería delitos mientras un equipo de filmación la filmaba para que pudiera obtener más éxitos en sus videos haciendo que Spider-Man apareciera en ella. Ella se encontró con Spider-Man por primera vez mientras él estaba rastreando al "Asesino Spacer-Tracer".
Screwball se hizo pasar por Spider-Man para ayudar a Bookie, donde filmaron a Spider-Man luchando contra un villano llamado Basher. La pelea se subió a YouTube y fue vista por los clientes del bar sin nombre. Los Ejecutores reconocieron lo que estaba sucediendo y comenzaron a atacar a Bookie solo para que lo rescataran cuando apareció el verdadero Spider-Man.
Cuando Spider-Man y Daredevil llegan a la barra sin nombre, Screwball se encuentra entre los clientes que los atacan.
Debido a la humillante lucha de Spider-Man con Screwball, Ben Reilly no quería comprar ninguna de las fotos de Peter Parker.
Durante la historia de "Origen de las Especies", Spider-Man aprehende a Screwball y Looter en Midtown en la luz del Doctor Octopus y roba al niño recién nacido de Lily Hollister, Stanley.
Spider-Girl luego persiguió a Screwball y confiscó su cámara para evitar que transmitiera su última actividad antes de entregarla a la policía.
Screwball más tarde colaboró con Jester en la broma del alcalde J. Jonah Jameson, que se cargó en Internet. Ambos villanos fueron derrotados por Superior Spider-Man (la mente del Doctor Octopus en el cuerpo de Spider-Man).
Screwball apareció más tarde en Las Vegas, donde colaboró con Arcade, quien le dio la capacitación, el equipo y los derechos exclusivos de transmisión que necesitaba.

## Poderes y habilidades
Screwball es una experta gimnasta.

## En otros medios

### Televisión
- Screwball aparece en Spider-Man. Ella es en realidad el alter ego de Liz Allan (expresada por Natalie Lander). En "Bromas en vivo", Screwball organiza bromas temerarias a empresas corruptas y las transmite en vivo. Una de sus bromas la consigue y Randy Robertson casi muere por Hammerhead y Hombre Absorbente. Sin embargo, ambos son salvados por Spider-Man. Al darse cuenta de que estaba utilizando su exposición a Internet de manera imprudente, Liz toma un "hiato" de hacer más videos.

### Videojuegos
- Screwball aparece en el videojuego Spider-Man 2018, con la voz de Stephanie Lemelin.[9] Screwball es parte de una misión secundaria en la que Spider-Man tiene que participar en una serie de desafíos antes de que sus fanes asesinen a un rehén, todo mientras ella transmite las hazañas de Spider-Man. Screwball pretende ser el rehén solo para que sus fanes embosquen a Spider-Man. Después de que Spider-Man derrota a sus fanáticos restantes, Screwball es arrestada mientras comenta que no puede ser responsable ya que ella no cometió los crímenes, pero sus fanáticos sí lo hicieron. Más tarde reaparece en la historia del DLC "The Heist", ya que fue lanzada y comenzó un nuevo programa donde establece varios desafíos para que Spider-Man complete, para que sus fanáticos no se enojen y comiencen a atacar a inocentes.